# Queensland közigazgatási egységei

Queensland kistérségei

Queensland alapfokú közigazgatási egységei az önálló önkormányzattal rendelkező területek (Local Government Area, LGA), magyarul megközelítően községek vagy kistérségek. Ezek általában nagy területet és számos települést fognak át.

## Queensland szövetségi állam közigazgatása

### Arukun kistérség települései
Arukun kistérség Far North Queensland régióban található.
- Arukun

### Balonne kistérség települései
Balonne kistérség Maranoa régióban található.
- St George
- Alton
- Bollon
- Boolba
- Dirranbandi
- Hebel
- Mungindi
- Thallon

### Banana kistérség települései
Banana kistérség Central Queensland régióban található.
- Biloela
- Banana
- Baralaba
- Cracow
- Dululu
- Goovigen
- Jambin
- Moura
- Taroom
- Thangool
- Theodore
- Wowan

### Barcaldine kistérség települései
Barcladine kistérség Central West Queensland régióban fekszik.
- Alpha
- Aramac
- Bangall
- Barcladine
- Barcaldine Downs
- Beaufort
- Cornish Creek
- Cudmore
- Dunrobin
- Galilee
- Grant
- Hobartville
- Ibis
- Ingberry
- Jericho
- Muttaburra
- Narbethong
- Patrick
- Pelican Creek
- Pine Hill
- Sardine
- Sedgeford
- Tablederry
- Upland
- Upper Cornish Creek

### Barcoo kistérség települései
- Farrars Creek
- Jundah
- Stonehenge
- Tanbar
- Windorah

### Blackall-Tambo kistérség települései
Blackall-Tambo kistérség Central West Queensland régióban fekszik.
- Bayrick
- Blackall
- Caldervale
- Lansdowne
- Lumeah
- Macfarlane
- Mount Enniskillen
- Minnie Downs
- Windeyer

### Boulia kistérség
Boulia kistérség Central West Queensland régióban fekszik.

### Brisbane kistérség települései
Brisbane kistérség South East Queensland régióban található.
- Brisbane
- South Brisbane
- Hamilton
- Ithaca
- Sandgate
- Toowong
- Windsor
- Wynnum
- Balmoral
- Belmont
- Coorparoo
- Enoggera
- Kedron
- Moggill
- Sherwood
- Stephens
- Taringa
- Tingalpa
- Toombul
- Yeerongpilly

### Buloo kistérség települései
- Hungerford
- Noccundra
- Nocatunga
- Norley
- Oontoo
- Thargomindah

### Bundaberg kistérség településeu
Bundaberg kistérség régióban található.
Bundaberg
Bundaberg külvárosai 
- Ashfield
- Avenell Heights
- Avoca
- Bargara
- Branyan
- Bundaberg Central
- Bundaberg East
- Bundaberg North
- Bundaberg South
- Bundaberg West
- Burnett Heads
- Coral Cove
- Elliott Heads
- Innes Park
- Kalkie
- Kensington
- Kepnock
- Millbank
- Mon Repos
- Norville
- Qunaba
- Rubyanna
- Svensson Heights
- Thabeban
- Walkervale
- Windermere

North and West Abbotsford terület
- Avondale
- Bucca
- Bullyard
- Bungadoo
- Fairymead
- Gin Gin
- Gooburrum
- Kalpowar
- Littabella
- Maroondan
- McIlwraith
- Meadowvale
- Miara
- Moore Park
- Moorland
- Oakwood
- Rosedale
- Sharon
- South Kolan
- Tirroan
- Wallaville
- Watalgan
- Waterloo
- Welcome Creek
- Winfield
- Yandaran

- South Alloway
- Apple Tree Creek
- Booyal
- Buxton
- Calavos
- Childers
- Coonarr
- Cordalba
- Doolbi
- Electra
- Elliott
- Farnsfield
- Givelda
- Goodwood
- Horton
- Kinkuna
- North Isis
- Pine Creek
- Port Bundaberg
- Redridge
- South Bingera
- Woodgate
- Woongarra

### Burdekin kistérség települései
Burdekin kistérség North Queensland régióban fekszik.
- Ayr
- Airdmillan
- Airville
- Alva
- Barratta
- Brandon
- Carstairs
- Clare
- Colevale
- Cromarty
- Dalbeg
- Fredericksfield
- Giru
- Home Hill
- Horseshoe Lagoon
- Inkerman
- Jarvisfield
- Kalamia
- Maidavale
- Majors Creek
- McDesme
- Millaroo
- Osborne
- Parkside
- Rangemore
- Rita Island
- Shirbourne
- Wangaratta
- Wunjunga

### Cairns kistérség települései
- Aerlogen
- Aloomba
- Babinda
- Bamboo
- Barron
- Barron Gorge
- Bartle Frere
- Bayview Heights
- Bellender Ker
- Bentley Park
- Bramston Beach
- Brinsmead
- Buchan Point
- Bungalow
- Cairns
- Cairns North
- Cape Kimberley
- Cape Tribulation
- Caravonica
- Cassowary
- Clifton Beach
- Cooya Beach
- Cow Bay
- Craiglie
- Daintree
- Dayman Point
- Deeral
- Diwan
- Earlville
- East Russel
- East Trinity
- Edge Hill
- Ellis Beach
- Edmonton
- Ellis Beach
- Eubenangee
- Finlay Vale
- Fishery Falls
- Fitzroy Island
- Four Mile Beach
- Freshwater
- Glen Boughton
- Goldsborough
- Gordonvale
- Green Island
- Holloways Beach
- Kamerunga
- Kamma
- Kanimbla
- Kewarra Beach
- Killaloe
- Little Mulgrave
- Low Isles
- Macalister Range
- Machans Beach
- Manoora
- Manunda
- Meringa
- Miallo
- Miriwinni
- Mooroobool
- Mossman
- Mosman Gorge
- Mount Peter
- Mount Sheridan
- Mowbray
- Oak Beach
- Packers Camp
- Palm Cove
- Parramatta Park
- Port Douglas
- Portsmith
- Redlynch
- Shannonvale
- Smithfield
- Stratford
- Stewart Creek Valley
- Trinity Beach
- Thornton Beach
- Wangetti
- Waugh Pocket
- Westcourt
- Whitfield
- White Rock
- Whynabeel
- Wonga
- Woree
- Wrights Creek
- Yorkey Knob

### Carpentaria kistérség települései
Carpentaria kistérség Far North Queensland régióban fekszik.
- Fielding
- Howitt
- Karumba
- Maramie
- Normanton
- Savannah
- Stokes
- Yagoonya

### Cassowary Coast kistérség települései
Cassowary Coast kistérség Far North Queensland régióban található.
- Belvedere
- Bilyana
- Bingil Bay
- Birkalla
- Bulgun
- Cardstone
- Cardwell
- Carmoo
- Commoon Loop
- Cowley
- Damper Creek
- Daradgee
- East Palmerston
- East Innisfail
- Eaton
- El Arish
- Ellerbeck
- Etty Bay
- Euramo
- Feluga
- Flying Fish Point
- Garradunga
- Germantown
- Goondi
- Goondi Bend
- Goondi Hill
- Hudson
- Hull Heads
- Innisfail Estate
- Japoonvale
- Jarra Creek
- Jubilee Heights
- Jumbun
- Kennedy
- Kurrimine Beach
- Lower Tully
- Mena Creek
- Merryburn
- Midgenoo
- Mighell
- Mission Beach
- Moresby
- Mourilyan
- Mourilyan Harbour
- Mundoo
- Murray Upper
- Murrigal
- Rockingham
- Silkwood
- Silky Oak
- South Innisfail
- South Johnstone
- South Mission Beach
- Tully Heads
- Wangan
- Wongaling Beach

### Central Highlands kistérség települései
- Bauhinia
- Duaringa
- Emerald
- Peak Downs

### Charters Towers kistérség települései
Charters Towers kistérség North Queensland régióban fekszik.
- Alabama Hill
- Black Jack
- Breddan
- Campaspe
- Charters Towers
- Columbia
- Crimea
- Grand Secret
- Greenvale
- Harvey Range
- Homestead
- Lissner
- Llanarth
- Macrossman
- Millchester
- Mingela
- Mosman Park
- Paluma
- Pentland
- Queenton
- Ravenswood
- Sellheim
- Toll
- Towers Hill

### Cloncurry kistérség
Cloncurry kistérség North West Queensland régióban fekszik.
- Buckingham
- Cloncurry
- Dajara
- Duchess
- Four Ways
- Kajabbi
- Malbon
- Quamby
- Three Rivers

### Cook kistérség települései
Far North Queensland régió
- Archer River
- Ayton
- Coen
- Cooktown
- Helenvale
- Lakeland
- Laura
- Lizard Island
- Marton
- Merapah
- Portland Roads
- Rossville
- Shelburne
- Starcke

### Croydon kistérség települései
Croydon kistérség Far North Queensland régióban fekszik.
- Blackbull
- Croydon

### Diamantina kistérség települései
Diamantina kistérség Central West Queensland régióban fekszik.
- Bedourie
- Betoota
- Birdsville

### Etheridge kistérség települései
Etheridge kistérség North Queensland régióban fekszik.
- Abingdon Downs
- Conjuboy
- Einasleigh
- Forsayth
- Georgetown
- Gilberton
- Gilbert River
- Lyndhurst
- Mount Surprise
- Northead
- Strathmore
- Talaro

### Flinders kistérség települései
- Hughenden
- Porcupine
- Prairie
- Stamford
- Torrens Creek

### Fraser Coast kistérség települései
Hervey Bay 
- Booral
- Bunya Creek
- Craignish
- Dundowran
- Dundowran Beach
- Eli Waters
- Kawungan
- Nikenbah
- Pialba
- Point Vernon
- Scarness
- Sunshine Acres
- Susan River
- Toogoom
- Torquay
- Urangan
- Urraween
- Walligan
- Wondunna

Maryborough terület települései 
- Aldershot
- Bidwill
- Boonooroo Plains
- Dundathu
- Ferney
- Glenorchy
- Granville
- Island Plantation
- Maryborough West
- Oakhurst
- St Helens
- Teddington
- Tinana
- Tinana South
- Tuan Forest
- Walkers Point

Egyéb területek 
- Antigua
- Aramara
- Bauple
- Bauple Forest
- Beaver Rock
- Beelbi Creek
- Blackmount
- Boompa
- Boonooroo
- Brooweena
- Burgowan
- Burrum
- Burrum Heads
- Burrum River
- Cherwell
- Dunmora
- Eurong (Fraser Island)
- Glenbar
- Glenwood
- Gootchie
- Grahams Creek
- Gundiah
- Howard
- Kanigan
- Maaroom
- Mount Urah
- Mungar
- Munna Creek
- Netherby
- Owanyilla
- Pacific Haven
- Paterson
- Pioneers Rest
- Poona
- Poona National Park
- River Heads
- St Mary
- Takura
- Talegalla
- The Dimonds
- Thinoomba
- Tiaro
- Tinnanbar
- Torbanlea
- Tuan
- Yengarie

### Gladstone kistérség települései
Gladstone kistérség Central Queensland régióban található.
- Calliope
- Gladstone
- Miriam Vale

### Gold Coast kistérség települései
Gold Coast kistérség 
Gold Coast külvárosai:
- Arundel
- Ashmore
- Benowa
- Biggera Waters
- Bilinga
- Broadbeach
- Broadbeach Waters
- Bundall
- Burleigh Heads
- Burleigh Waters
- Carrara
- Clear Island Waters
- Coolangatta
- Coombabah
- Currumbin
- Currumbin Waters
- Elanora
- Gaven
- Helensvale
- Highland Park
- Hollywell
- Hope Island
- Labrador
- Main Beach
- Mermaid Beach
- Mermaid Waters
- Merrimac
- Miami
- Molendinar
- Nerang
- Oxenford
- Pacific Pines
- Palm Beach
- Paradise Point
- Parkwood
- Reedy Creek
- Robina
- Runaway Bay
- Southport
- Surfers Paradise
- Tugun
- Varsity Lakes

Coomera Rivertől északra eső terület:
- Alberton
- Cedar Creek
- Coomera
- Gilberton
- Jacobs Well
- Kingsholme
- Luscombe
- Norwell
- Ormeau
- Ormeau Hills
- Pimpama
- South Stradbroke Island
- Stapylton
- Steiglitz
- Upper Coomera
- Willow Vale
- Wongawallan
- Woongoolba
- Yatala

Nyugati régió(terület):
- Advancetown
- Austinville
- Bonogin
- Clagiraba
- Currumbin Valley
- Gilston
- Guanaba
- Lower Beechmont
- Maudsland
- Mount Nathan
- Mudgeeraba
- Natural Bridge
- Numinbah Valley
- Springbrook
- Tallebudgera
- Tallebudgera Valley
- Tallai
- Worongary

### Goondwindi kistérség települései
Goondwindi kistérség Darling Downs régióban fekszik.
- Goondiwindi
- Inglewood
- Texas
- Boggabilla
- Bonshaw
- Boomi
- Bungunya
- Callandoon
- Coolmunda
- Daymar
- Glenarbon
- Kurumbul
- Limevale
- Moonie
- Riverton
- Talwood
- Toobeah
- Weengallon
- Yelarbon
- Yetman

### Gympie kistérség települései
Gympie kistérség Wide Bay-Burnett régióban fekszik.
- Gympie
- Araluen
- Chatsworth
- Glanmire
- Jones Hill
- Kybong
- Monkland
- Southside
- Tamaree
- The Dawn
- Two Mile
- Veteran
- Victory Heights

- Amamoor
- Anderleigh
- Booubyjan
- Brooloo
- Carters Ridge
- Cooloola
- Cooloola Cove
- Curra
- Dagun
- Glastonbury
- Glen Echo
- Goomboorian
- Goomeri
- Gunalda
- Imbil
- Johnstown
- Kandanga
- Kia Ora
- Kilkivan
- Kinbombi
- Manumbar
- Melawondi
- Miva
- Mothar Mountain
- Moy Pocket
- Neerdie
- Pie Creek
- Rainbow Beach
- Scotchy Pocket
- Tansey
- The Palms
- Theebine
- Tin Can Bay
- Traveston
- Widgee
- Woolooga

### Hinchinbrook kistérség települései
Hinchinbrook kistérség North Queensland régióban fekszik.
- Abergowrie
- Bambaroo
- Bemerside
- Blackrock
- Cordelia
- Forrest Beach
- Garrawalt
- Halifax
- Helens Hill
- Ingham
- Long Pocket
- Lucinda
- Macknade
- Mount Fox
- Taylors Beach
- Toobanna
- Trebonne
- Victoria Plantation
- Yurunga

### Ipswich kistérség települései
Városok:
- Augustine Heights
- Barellan Point
- Basin Pocket
- Bellbird Park
- Blacksoil
- Blackstone
- Brassall
- Brookwater
- Bundamba
- Camira
- Churchill
- Chuwar
- Coalfalls
- Collingwood Park
- Dinmore
- East Ipswich
- Eastern Heights
- Ebenezer
- Ebbw Vale
- Flinders View
- Gailes
- Goodna
- Haigslea
- Ipswich
- Karalee
- Karrabin
- Leichhardt
- Moores Pocket
- Muirlea
- New Chum
- Newtown
- North Booval
- North Ipswich
- North Tivoli
- One Mile
- Raceview
- Redbank
- Redbank Plains
- Ripley
- Riverview
- Rosewood
- Sadliers Crossing
- Silkstone
- Springfield
- Springfield Lakes
- Swanbank
- Tivoli
- West Ipswich
- Woodend
- Wulkuraka
- Yamanto

Vidéki települések:
- Amberley
- Ashwell
- Calvert
- Deebing Heights
- Ebenezer
- Goolman
- Grandchester
- Haigslea
- Ironbark
- Jeebropilly
- Lanefield
- Marburg
- Mount Forbes
- Mount Marrow
- Mutdapilly
- Pine Mountain
- Purga
- Rosewood
- South Ripley
- Spring Mountain
- Tallegalla
- Thagoona
- The Bluff
- White Rock
- Walloon
- Willowbank
- Woolshed

### Isaac kistérség települései
- Belyando
- Broadsound
- Nebo

### Kowanyama kistérség
Kowanyama kistérség Cape York régióban található.

### Locker Valley kistérség települései
Locker Valley West Moreton régióban fekszik.
- Gatton
- Laidley
- Ballard
- Blanchview
- Blenheim
- College View
- Fordsdale
- Forest Hill
- Glenore Grove
- Grantham
- Hatton Vale
- Helidon
- Iredale
- Junction View
- Kentville
- Lake Clarendon
- Lawes
- Lockrose
- Lower Tenthill
- Ma Ma Creek
- Mount Sylvia
- Mount Whitestone
- Mulgowie
- Murphys Creek
- Plainland
- Regency Downs
- Ropeley
- Silver Ridge
- Thornton
- Upper Flagstone
- Upper Tent Hill
- Withcott
- Woodlands

### Logan kistérség települései
Logan kistérség South East Queensland régióban található.
- Berrinba
- Boronia Heights
- Browns Plains
- Carbrook
- Cornubia
- Crestmead
- Daisy Hill
- Forestdale
- Greenbank*
- Heritage Park
- Hillcrest
- Kingston
- Logan Central
- Logan Reserve*
- Loganholme
- Loganlea
- Marsden
- Meadowbrook
- Park Ridge
- Priestdale
- Regents Park
- Rochedale South
- Shailer Park
- Slacks Creek
- Springwood
- Tanah Merah
- Underwood
- Waterford West
- Woodridge
- Bahrs Scrub
- Bannockburn
- Beenleigh
- Belivah
- Bethania
- Eagleby
- Edens Landing
- Holmview
- Mount Warren Park
- Waterford
- Windaroo
- Wolffdene
- Buccan
- Cedar Creek
- Cedar Grove
- Cedar Vale
- Chambers Flat
- Jimboomba
- Kagaru
- Logan Village
- Lyons
- Mundoolun
- Munruben
- New Beith
- North Maclean
- Park Ridge South
- South Maclean
- Stockleigh
- Tamborine
- Undullah
- Veresdale
- Veresdale Scrub
- Woodhill
- Yarrabilba

### Longreach kistérség települései
Longreach kistérség Central West Queensland régióban fekszik.
- Arrilalah
- Camoola
- Chorregon
- Emmet
- Ernestina
- Ilfracombe
- Isisford
- Longreach
- Maneroo
- Morella
- Tocal
- Vergemont
- Yaraka

### Mackay kistérség települései
Mackay kistérség North Queensland régióban található.
Külvárosok:
- East Mackay
- West Mackay
- South Mackay
- Andergrove
- Beaconsfield
- Blacks Beach
- Bucasia
- Cremorne
- Dolphin Heads
- Eimeo
- Erakala
- Foulden
- Glenella
- Mackay Harbour
- Mount Pleasant
- Nindaroo
- North Mackay
- Ooralea
- Paget
- Racecourse
- Richmond
- Rural View
- Shoal Point
- Slade Point
- Te Kowai

Városok:
- Alligator Creek
- Armstrong Beach
- Bakers Creek
- Ball Bay
- Balnagowan
- Bloomsbury
- Brampton Island
- Calen
- Campwin Beach
- Chelona
- Dalrymple Bay
- Dows Creek
- Dumbleton
- Eton
- Farleigh
- Finch Hatton
- Freshwater Point
- Gargett
- Grasstree Beach
- Habana
- Half Tide Beach
- Halliday Bay
- Hampden
- Hay Point
- Koumala
- Kuttabul
- Lindeman Island
- Marian
- Midge Point
- Mirani
- Mount Ossa
- North Eton
- Oakenden
- Pindi Pindi
- Pinnacle
- Pleystowe
- Sandiford
- Sarina
- Sarina Beach
- Seaforth
- Septimus
- Walkerston
- Yalboro

Községek:
- Benholme
- Crediton
- Dalrymple Heights
- Dunnrock
- Eungella
- Eungella Dam
- Hazledean
- Homebush
- Kinchant Dam
- Laguna Quays
- Louisa Creek
- McEwens Beach
- Mia Mia
- Mount Charlton
- Mount Martin
- Mount Pelion
- Munbura
- Netherdale
- Owens Creek
- Pinevale
- Rosella
- St Helens Beach
- Sunnyside
- The Leap
- West Plane Creek

### Maranoa kistérség települései
Maranoa kistérség Maranoa régióban található.
- Shire of Bendemere
- Shire of Booringa
- Shire of Bungil
- Town of Roma
- Shire of Warroo

### McKinlay kistérség települései
McKinlay kistérség North West Queensland régióban fekszik.
- Cannington
- Julia Creek
- Kynura
- McKinlay

### Moreton Bay kistérség települései
Moreton Bay South East queensland régióban található.
- Albany Creek
- Arana Hills
- Armstrong Creek
- Banksia Beach
- Beachmere
- Bellara
- Bellmere
- Bellthorpe
- Bongaree
- Booroobin
- Bracalba
- Bray Park
- Brendale
- Bunya
- Burpengary
- Caboolture
- Caboolture South
- Campbells Pocket
- Camp Mountain
- Cashmere
- Cedar Creek
- Cedarton
- Clear Mountain
- Clontarf
- Closeburn
- Commissioners Flat
- D'Aguilar
- Dakabin
- Dayboro
- Deception Bay
- Delaneys Creek
- Donnybrook
- Draper
- Eatons Hill
- Elimbah
- Everton Hills
- Ferny Hills
- Godwin Beach
- Griffin
- Highvale
- Jollys Lookout
- Joyner
- Kallangur
- King Scrub
- Kippa-Ring
- Kobble Creek
- Kurwongbah
- Laceys Creek
- Lawnton
- Mango Hill
- Margate
- Meldale
- Moodlu
- Moorina
- Morayfield
- Mount Delaney
- Mount Glorious
- Mount Mee
- Mount Nebo
- Mount Samson
- Mount Pleasant
- Murrumba Downs
- Narangba
- Neurum
- Newport
- Ningi
- North Lakes
- Ocean View
- Petrie
- Redcliffe
- Rocksberg
- Rothwell
- Rush Creek
- Samford Valley
- Samford Village
- Samsonvale
- Sandstone Point
- Scarborough
- Stanmore
- Stony Creek
- Strathpine
- Toorbul
- Upper Caboolture
- Wamuran
- Wamuran Basin
- Warner
- Welsby
- White Patch
- Whiteside
- Wights Mountain
- Woodford
- Woody Point
- Woorim
- Yugar

### Murweh kistérség települései
- Augathella
- Blakers Bend
- Charleville
- Cooladdi
- Morven
- Nive
- Sommariva

### North Burnett kistérség települései
North Burnett kistérség Wide Bay-Burnett régióban található.
- Abercorn
- Ban Ban Springs
- Biggenden
- Binjour
- Boynewood
- Byrnestown
- Ceratodus
- Coalstoun Lakes
- Dallarnil
- Degilbo
- Didcot
- Eidsvold
- Gayndah
- Gooroolba
- Ideraway
- Kalpowar
- Monogorilby
- Monto
- Moonford
- Mount Perry
- Mulgildie
- Mundowran
- Mundubbera
- Mungungo
- Philpott
- Wetheron
- Wuruma Dam

### Paroo kistérség települései
- Cunnamulla
- Coongoola
- Eulo
- Humeburn
- Tuen
- Wyandra
- Yowah

### Pormpurraaw kistérség
Pompurraw kistérség Cape York régióban található.

### Quilpie kistérség települései
- Adavale
- Cheepie
- Eromanga
- Quilpie
- Toompine

### Redland kistérség települései
Redland kistérség South East Queensland régióban található.
- Alexandra Hills
- Amity Point
- Birkdale
- Capalaba
- Cleveland
- Coochiemudlo Island
- Dunwich
- Karragarra Island
- Lamb Island
- Macleay Island
- Mount Cotton
- North Stradbroke Island
- Ormiston
- Point Lookout
- Raby Bay
- Redland Bay
- Russell Island
- Sheldon
- Thorneside
- Thornlands
- Victoria Point
- Wellington Point

### Richmond kistérség települései
Richmond kistérség North West Queensland régióban fekszik.
- Albion
- Burleigh
- Cambridge
- Maxwelton
- Nonda
- Richmond
- Saxby
- Woolgar

### Rockhampton kistérség települései
Rockhampton kistérség Central Queensland régióban található.
Rockhampton terület települései
- Allenstown
- Berserker
- Depot Hill
- Fairy Bower
- Frenchville
- Glendale
- Glenlee
- Gracemere
- Ironpot
- Kawana
- Koongal
- Lakes Creek
- Limestone Creek
- Mount Archer
- Mount Chalmers
- Nankin
- Nerimbera
- Nine Mile
- Norman Gardens
- Park Avenue
- Parkhurst
- Pink Lily
- Port Curtis
- Rockhampton City
- Rockyview
- The Common
- The Range
- Wandal
- West Rockhampton

Yeppoon-Keppel terület települései
- Adelaide Park
- Bangalee
- Barlows Hill
- Barmaryee
- Causeway Lake
- Cooee Bay
- Emu Park
- Farnborough
- Hidden Valley
- Inverness
- Joskeleigh
- Keppel Sands
- Kinka Beach
- Lammermoor
- Meikleville Hill
- Mulambin
- Pacific Heights
- Rosslyn
- Taranganba
- Taroomball
- Yeppoon
- Zilzie
- Mount Morgan Mount Morgan
- Baree
- Hamilton Creek
- Horse Creek
- Moongan
- The Mine
- Walterhall

Alton Downs terület települései
- Bajool
- Barmoya
- Bouldercombe
- Bushley
- Byfield
- Byfield NP
- Canoona
- Cawarral
- Dalma
- Gogango
- Great Keppel Island
- Kabra
- Marlborough
- Marmor
- Midgee
- Morinish
- Ogmore
- Port Alma
- Ridgelands
- Rossmoya
- Shoalwater Bay
- Stanage
- Stanwell
- Stockyard
- The Caves
- Tungamull
- Westwood
- Woodbury
- Wycarbah
- Yaamba

### Scenic Rim kistérség települései
Scenic Rim West Moreton régióban található.
- Beaudesert
- Boonah
- Aratula
- Beechmont
- Birnam
- Bromelton
- Bunjurgen
- Canungra
- Charlwood
- Coleyville
- Coochin
- Coulson
- Cryna
- Darlington
- Fassifern
- Gleneagle
- Harrisville
- Hillview
- Josephville
- Kalbar
- Kerry
- Kooralbyn
- Lamington
- Lamington National Park
- Laravale
- Maroon
- Moogerah
- Mount Alford
- Mount Lindesay
- Mount Walker
- Palen Creek
- Peak Crossing
- Rathdowney
- Roadvale
- Rosevale
- Sarabah
- Silverdale
- Tamborine Mountain
- Tamrookum
- Tarome
- Templin
- Teviotville
- Veresdale Scrub (split with Logan City)
- Warrill View
- Witheren

### Somerset kistérség települései
Somerset kistérség West Moreton régióban található.
- Esk
- Borallon
- Caboonbah
- Clarendon
- Colinton
- Coolana
- Coominya
- Dundas
- Fairney View
- Fernvale
- Glamorgan Vale
- Glenfern
- Harlin
- Hazeldean
- Jimna
- Kilcoy
- Lake Somerset
- Lake Wivenhoe
- Lark Hill
- Linville
- Lowood
- Minden
- Monsildale
- Moore
- Mount Hallen
- Mount Tarampa
- Patrick Estate
- Prenzlau
- Rifle Range
- Tarampa
- Toogoolawah
- Vernor
- Villeneuve
- Wanora
- Winya
- Yabba
- Yendina

### South Burnett kistérség települései
- Kingaroy
- Benarkin
- Blackbutt
- Boondooma
- Brooklands
- Bunya Mountains
- Cloyna
- Coolabunia
- Durong
- Ficks Crossing
- Goodger
- Hivesville
- Inverlaw
- Kumbia
- Maidenwell
- Memerambi
- Moffatdale
- Mondure
- Murgon
- Nanango
- Proston
- Taabinga
- Tingoora
- Wheatlands
- Windera
- Wondai
- Wooroolin
- Wooroonden

### Southern Downs kistérség települései
Southern Downs kistérség Darling Downs régióban fekszik.
- Warwick
- Stanthorpe
- Allan
- Allora
- Amiens
- Applethorpe
- Ballandean
- Dalcouth
- Dalveen
- Deuchar
- Diamondvale
- Elbow Valley
- Ellinthorp
- Emu Vale
- Eukey
- Gladfield
- Glen Aplin
- Glengallan
- Glennie Heights
- Goomburra
- Hendon
- Junabee
- Karara
- Killarney
- Kyoomba
- Leslie Dam
- Leyburn
- Lyra
- Maryvale
- Messines
- Mingoola
- Mount Colliery
- Palgrave
- Passchendale
- Pikedale
- Pikes Creek
- Pozieres
- Pratten
- Rosenthal Heights
- Severnlea
- Somme
- Swanfels
- The Falls
- The Summit
- Thorndale
- Tregony
- Wallangarra
- Womina
- Wyberba
- Yangan

### Sunshine coast kistérség települései
Sunshine Coast South East Queensland régióban található.
- Caloundra
- Kawana
- Maroochydore
- Buderim
- Coolum
- Nambour
- Noosa

Külvárosok
- Alexandra Headland
- Aroona
- Bald Knob
- Balmoral Ridge
- Battery Hill
- Beerburrum
- Beerwah
- Belli Park
- Bells Creek
- Birtinya
- Black Mountain
- Bli Bli
- Bokarina
- Booroobin
- Boreen Point
- Bribie Island North
- Bridges
- Buddina
- Buderim
- Burnside
- Caloundra West
- Caloundra
- Cambroon
- Castaways Beach
- Chevallum
- Coes Creek
- Como
- Conondale
- Coochin Creek
- Coolabine
- Cooloolabin
- Coolum Beach
- Cooran
- Cooroibah
- Cooroy Mountain
- Cooroy
- Cootharaba
- Crohamhurst
- Curramore
- Currimundi
- Diamond Valley
- Dicky Beach
- Diddillibah
- Doonan
- Dulong
- Eerwah Vale
- Elaman Creek
- Eudlo
- Eumundi
- Federal
- Flaxton
- Forest Glen
- Gheerulla
- Glass House Mountains
- Glenview
- Golden Beach
- Harper Creek
- Highworth
- Hunchy
- Ilkley
- Image Flat
- Kenilworth
- Kiamba
- Kidaman Creek
- Kiel Mountain
- Kin Kin
- Kings Beach
- Kulangoor
- Kuluin
- Kunda Park
- Kureelpa
- Lake Macdonald
- Landers Shoot
- Landsborough
- Little Mountain
- Maleny
- Mapleton
- Marcoola
- Marcus Beach
- Maroochy River
- Maroochydore
- Meridan Plains
- Minyama
- Moffat Beach
- Mons
- Montville
- Mooloolaba
- Mooloolah Valley
- Mount Coolum
- Mount Mellum
- Mountain Creek
- Mudjimba
- Nambour
- Ninderry
- Noosa Heads
- Noosaville
- North Arm
- North Maleny
- North Shore
- Obi Obi
- Pacific Paradise
- Palmview
- Palmwoods
- Parklands
- Parrearra
- Peachester
- Pelican Waters
- Peregian Beach
- Peregian Springs
- Perwillowen
- Pinbarren
- Point Arkwright
- Pomona
- Reesville
- Ridgewood
- Ringtail Creek
- Rosemount
- Shelly Beach
- Sippy Downs
- Sunrise Beach
- Sunshine Beach
- Tanawha
- Tewantin
- Tinbeerwah
- Towen Mountain
- Twin Waters
- Valdora
- Verrierdale
- Warana
- West Woombye
- Weyba Downs
- Witta
- Woombye
- Wootha
- Wurtulla
- Yandina Creek
- Yandina
- Yaroomba

### Tabelands kistérség települései
Tablelands kistérség Far North Queensland régióban fekszik.
- Almaden
- Atherton
- Bilboohra
- Butchers Creek
- Chewko
- Chillagoe
- Dimbulah
- Glenn Allyn
- Herberton
- Innot Hot Springs
- Irvinebank
- Jaggan
- Julatten
- Kairi
- Koah
- Kowrowa
- Kuranda
- Lake Eacham
- Lake Tinaroo
- Malanda
- Millaa Millaa
- Milstream
- Mount Garnet
- Mount Molloy
- Mungana
- Mutchilba
- Paddys Green
- Peeramon
- Petford
- Ravenshoe
- Speewah
- Tarzali
- Thornborough
- Tinaroo
- Tolga
- Walkamin
- Wondecla
- Yungaburra

### Toowoomba kistérség települései
Toowoomba kistérség Darling Downs régióban fekszik.
- Toowoomba
- Birnam
- Blue Mountain Heights
- Centenary Heights
- Charlton
- Cotswold Hills
- Cranley
- Darling Heights
- Drayton
- East Toowoomba
- Finnie
- Glenvale
- Gowrie Junction
- Harlaxton
- Harristown
- Highfields
- Hodgson Vale
- Kearneys Spring
- Middle Ridge
- Mount Kynoch
- Mount Lofty
- Mount Rascal
- Newtown
- North Toowoomba
- Prince Henry Heights
- Rangeville
- Redwood
- Rockville
- South Toowoomba
- Spring Bluff
- Toowoomba City
- Top Camp
- Torrington
- Vale View
- Wellcamp
- Wilsonton
- Wilsonton Heights

Regió:
- Acland
- Athol
- Aubigny
- Bowenville
- Bringalily
- Brookstead
- Cabarlah
- Cambooya
- Cawdor
- Cecil Plains
- Clifton
- Condamine
- Crows Nest
- Djuan
- East Greenmount
- Evergreen
- Felton
- Geham
- Glencoe
- Goombungee
- Gowrie Mountain
- Grassdale
- Greenmount
- Haden
- Hampton
- Hodgson Vale
- Kings Creek
- Kingsthorpe
- Lavelle
- Meringandan
- Meringandan West
- Millmerran
- Mount Tyson
- Nobby
- North Branch
- Oakey
- Pampas
- Pilton
- Pittsworth
- Ravensbourne
- St Helens
- Southbrook
- Springside
- Tummaville
- Turallin
- Upper Yarraman
- Westbrook
- Wyreema
- Yandilla
- Yarraman

### Torres kistérség
Torres kistérség Far North Queensland régióban fekszik.

### Townsville kistérség települései
- Townsville külvárosai: Aitkenvale, Annandale, Belgian Gardens, Bohle, Bohle Plains, Castle Hill, Cluden, Condon, Cranbrook, Currajong, Douglas, Garbutt, Gulliver, Heatley, Hermit Park, Hyde Park, Idalia, Kelso, Kirwan, Mount Luisa, Mount St John, Mount Stuart, Mundingburra, Murray, Mysterton, North Ward, Oonoonba, Pallarenda, Pimlico, Railway Estate, Rasmussen, Rosslea, Rowes Bay, Shaw, South Townsville, Stuart, Thuringowa Central, Town Common, Townsville West, Vincent, West End, Wulguru
- Alice River
- Alligator Creek
- Balgal Beach
- Barringha
- Blue Hills
- Bluewater Park
- Brookhill
- Calcium
- Cape Cleveland
- Clemant
- Crystal Creek
- Cungulla
- Granite Vale
- Gumlow
- Hervey Range
- Julago
- Lynam
- Mount Elliot
- Mutarnee
- Nome
- Oak Valley
- Paluma
- Pinnacles
- Rangewood
- Rollingstone
- Roseneath
- Ross River
- Toomulla
- Toonpan
- Woodstock

### Westrn Downs kistérség települései
- Dalby
- Chinc*illa;
- Murilla;
- Tara
- Wambo

### Whitsunday kistérség települései
Whitsunday kistérség North Queensland régióban fekszik.
- Bowen
- Collinsville
- Proserpine
- Airlie Beach
- Andromache
- Binbee
- Bogie
- Brandy Creek
- Breadalbane
- Brisk Bay
- Cannon Valley
- Cannonvale
- Cape Conway
- Cape Gloucester
- Conway
- Conway Beach
- Crystal Brook
- Daydream Island
- Dingo Beach
- Dittmer
- Flametree
- Foxdale
- Glen Isla
- Gloucester Island
- Goorganga Creek
- Goorganga Plains
- Gregory River
- Gumlu
- Gunyarra
- Guthalungra
- Hamilton Island
- Hamilton Plains
- Hayman Island
- Hideaway Bay
- Inveroona
- Jubilee Pocket
- Kelsey Creek
- Laguna Quays
- Lake Proserpine
- Lethebrook
- Mandalay
- Merinda
- Mount Julian
- Mount Marlow
- Mount Pluto
- Mount Rooper
- Mount Wyatt
- Myrtlevale
- Newlands
- Palm Grove
- Pauls Pocket
- Preston
- Queens Beach
- Riordanvale
- Scottville
- Shute Harbour
- Silver Creek
- Springlands
- Strathdickie
- Sugarloaf
- Thoopara
- Wilson Beach
- Woodwark

### Winton kistérség települései
Winton kistérség Central West Queensland régióban fekszik.
- Corfield
- Middleton
- Opalton
- Winton

## Táblázatok
| Queensland rendőrségi körzetei | Regionális székhely | Régió területe (km²) | Régió népessége (fő) | Régió népsűrűsége (fő/km²) |
| ------------------------------ | ------------------- | -------------------- | -------------------- | -------------------------- |
| Cape York régió                | -                   | -                    | -                    | -                          |
| Central Queensland régió       | -                   | -                    | 190 000              | -                          |
| Central West Queensland régió  | -                   | 396 650,2            | 12 387               | 0,031                      |
| Darling Downs régió            | -                   | 77 388,7             | 241 537              | 3,12                       |
| Far North régió                | -                   | 273 147,6            | 275 058              | 1,006                      |
| Northern régió                 | -                   | 80 041,5             | 231 628              | 2,89                       |
| North West régió               | -                   | 186 000              | -                    | -                          |
| South West Queensland régió    | -                   | 319 808              | 26 489               | 0,082                      |
| Wide Bay-Burnett régió         | -                   | 48 598,4             | 293 455              | 6,038                      |